# Puimré
Puimré ókori egyiptomi nemesember, építész, Ámon második prófétája volt a XVIII. dinasztia idején, III. Thotmesz és Hatsepszut uralkodása alatt.
Apja neve Puia, anyja Noferiah királyi dajka, aki talán II. Thotmesz dajkája volt. Puimré feliratain kétszer is utal arra, hogy a királyi udvarban nőtt fel. Két felesége ismert, Tanofret és Szeniszeneb, utóbbi Puimré felettesének, Ámon főpapjának, Hapuszenebnek a lánya, aki Ámon isteni imádója volt, és szintén fontos szerepet töltött be az isten kultuszában. Két fia volt, egyikük, Menheper III. Thotmesz halotti templomának papja volt.
Puimré tevékenységéről nem sokat tudni, de felirataiból annyi kitűnik, hogy Hatsepszut számos építkezéséhez volt köze. III. Thotmesz uralkodása alatt halt meg. Sírja, a TT39 a thébai nekropoliszban, El-Khokhában található, a Nílus nyugati partján, Luxorral szemben. Puimré főleg erről a sírról ismert; a domborművekkel díszített sírok nem voltak gyakoriak ebben az időben.

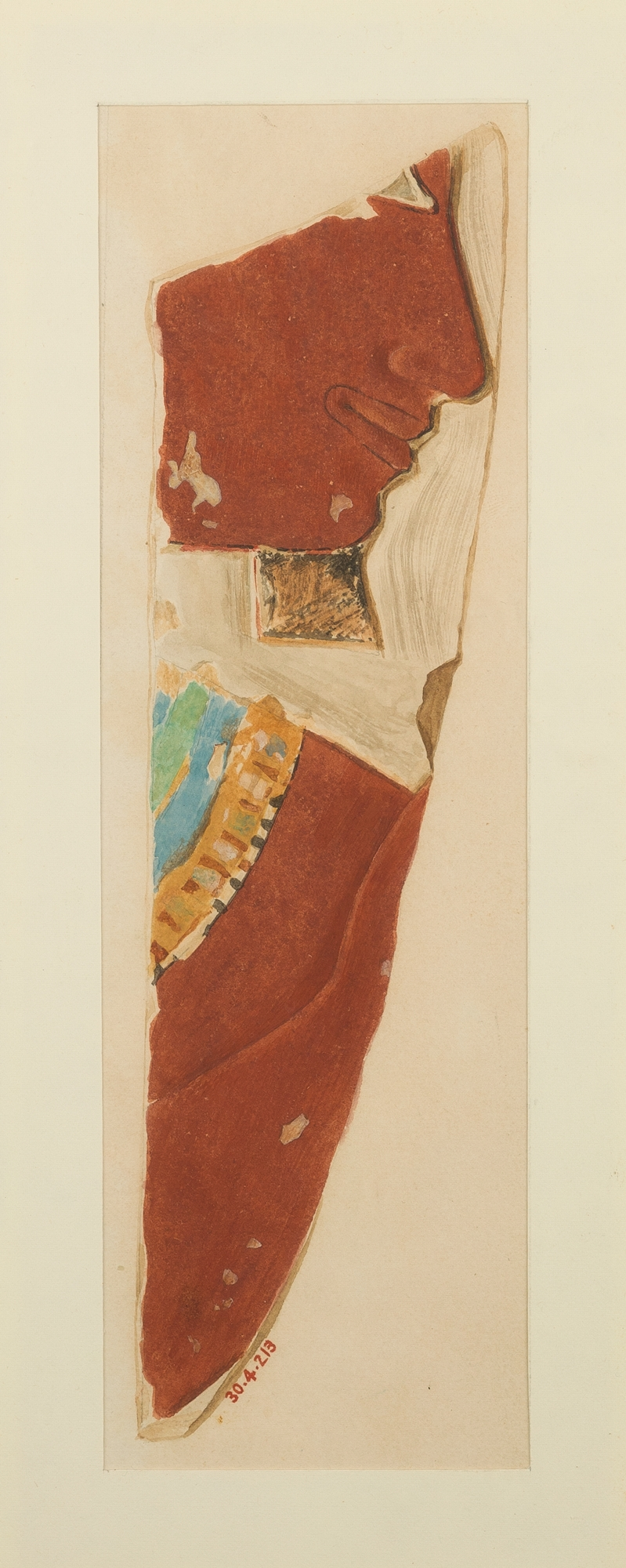
Puimré ábrázolása sírjában (Metropolitan Művészeti Múzeum, 30.4.213)
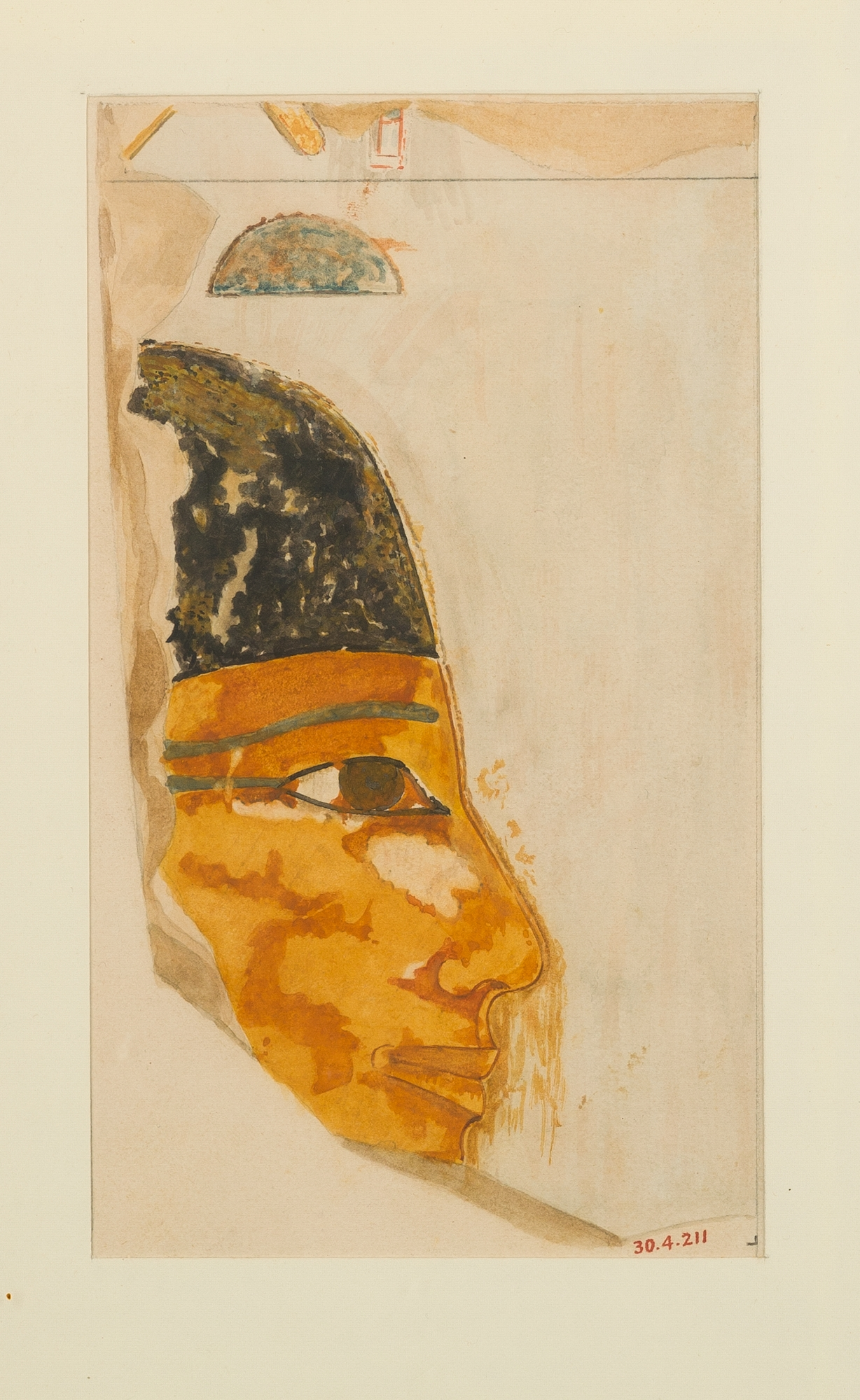
Szeniszeneb ábrázolása sírjában (Metropolitan Museum of Art, 30.4.211)

## Fordítás
- Ez a szócikk részben vagy egészben  a   Puimre című angol Wikipédia-szócikk ezen változatának fordításán alapul.  Az eredeti cikk szerkesztőit annak laptörténete sorolja fel. Ez a jelzés csupán a megfogalmazás eredetét és a szerzői jogokat jelzi, nem szolgál a cikkben szereplő információk forrásmegjelöléseként.
- Ez a szócikk részben vagy egészben  a   Puimre című német Wikipédia-szócikk ezen változatának fordításán alapul.  Az eredeti cikk szerkesztőit annak laptörténete sorolja fel. Ez a jelzés csupán a megfogalmazás eredetét és a szerzői jogokat jelzi, nem szolgál a cikkben szereplő információk forrásmegjelöléseként.